# Hermann Kövess von Kövessháza
Hermann Kövess von Kövessháza, avstrijski feldmaršal, * 30. marec 1854, † 22. september 1924.
1. 1 2 3 4  Record #129205427 // Gemeinsame Normdatei — 2012—2016.